# Тітаренко Євген Леонідович
Тітаренко Євген Леонідович (нар. 26.07.1988, Одеса) — український кінорежисер, учасник Російсько-української війни на Сході України, режисер панорамного фільму у форматі 360° «Дніпро — форпост України» створеного для музею «Громадянський подвиг Дніпропетровщини в подіях АТО» в Дніпрі.

## Життєпис
2004—2009 — навчався Інституті екранних мистецтв ім. Миколайчука при Київському університеті театру, кіно і телебачення, спеціальність режисер кіно та телебачення.
2012—2014 — власник кінокомпанії та кіношколи в Ялті. Після початку тимчасової окупації Криму Росією залишив бізнес та покинув Крим, поїхавши на фронт як документаліст. Опинившись на евакуації з Донецького аеропорту, записався добровольцем до медичного батальйону «Госпітальєри».
2014—2015 — доброволець медичного батальйону в Російсько-українській війні. Брав участь в евакуації поранених в Донецькій області - донецькій аеропорт, Пески, Авдіївка.
2015 — режисер документальної стрічки «War for Peace», створеної з 120 годин документального матеріалу з фронту, який Євген знімав, під час роботи парамедиком у батальйоні «Госпітальєри». Прем'єра стрічки відбулась в рамках «Українських днів кіно» в Лондоні, США та Канаді.
2017 — створив панорамні фільми у форматі 360° «Дніпро — форпост України» для Музею АТО в Дніпрі та англомовну версію «Dnipro — outpost of Ukraine». Це перші подібні стрічкі в такому форматі, зроблені переважно з документальної хроніки. Глядач відчуває ефект занурення, адже зображення транслюється одночасно на чотири стіни. Продюсер фільмів — Наталія Хазан.
Згодом було створено версію стрічки у форматі віртуальної реальності за підтримки Українського культурного фонду, продюсер Наталія Хазан, посилання на фільм було розіслано МЗС на посольства та консульства всіх країн світу. 
2018 Євген став режисером панорамного фільму «Битва за Дніпро» про форсування Дніпра 1943 року, створений разом з Наталією Хазан для Діорами Дніпропетровського історичного музею
2018 — режисер документального фільму «Шляхами Героїв» про транформацію школярів після відвідування туру патріотичного виховання, продюсер Наталія Хазан.
2019 — режисер фільму про Дніпропетровську область «Dnipro Region», автор ідеї та продюсер Наталія Хазан.
2019 — режисер фільму «Праведники» про праведників народів світу, що жили у Дніпропетровській області. Фільм було створеноро за підтримки Інституту вивчення історії Голокосту «Ткума» та Дніпропетровської ОДА, продюсер Наталія Хазан.
2019 — режисер монтажу фільму «Вітер зі сходу» про Аду Роговцеву, створеного за підтримки Українського культурного фонду.
2020 - режисер та автор сценарію документальної стрічки "Евакуація", створеної за підримки Державного агентства України з питань кіно, продюсер Наталія Хазан.
2021 - режисер документального фільму "Чорнобиль 35" створеного до річниці трагедії на Чорнобильській АЕС, продюсер Наталія Хазан.
2021 - режисер двосерійного документального фільму "90-ті. Пролог" створеного до 30-річчя Незалежності України, продюсер Наталія Хазан.
2021 - Режисер музичного фільму "Козацькі пісні. Спадщина ЮНЕСКО" про унікальні колективи які визнані спадщиною ЮНЕСКО, хореограф-постановник Олексій Скляренко, продюсер Наталія Хазан.
2022—2024 — доброволець медичного батальйону в російсько-українській війні. Брав участь в евакуації поранених з-під Кієва (Буча, Ірпень, Гостомель, Мощун), у Харковських штурмах, Херсонських штурмах та в кампанії в Курській області.
2023 - режисер документальної стрічки "Східний фронт", яка знімалась з першого дня повномаштабного вторгнення і прем'єра відбулась у конкурсі на 73-му Міжнародному Берлінському кінофестивалі на роковини повномаштабного вторгнення. Режисери Євген Тітаренко та Віталій Манський. Продюсери - Наталія Хазан і Наталія Манська. Виробництво Україна, Латвія, Чехія, США. Після великого успіху картини на Берлінале, фільм проїхав більше 50 країн міжнародними фестивалями класу А. 

## Нагороди
- Фільм «Дніпро — форпост України» — номінант Премії ім. Тараса Шевченка (за ініціативи Ади Роговцевої)[12][19]
- Відзнака Президента України «За гуманітарну участь в антитерористичній операції» серія ВА № 00679,
- нагрудний знак «Знак пошани» Міністра оборони України № 767,
- Орден «За Оборону Країни» № 0418,
- Медаль «За збережене життя» № 107.